# اگوادا، پورتوریکو
اگوادا، پوئرتو ریکو (به انگلیسی: Aguada, Puerto Rico) یک سکونتگاه مسکونی در ایالات متحده آمریکا است که در پورتوریکو واقع شده‌است.

## خصوصیات
اگوادا ۴۱٬۹۵۹ نفر جمعیت دارد.